# For the World
《For the World》是韓國男子音樂組合BIGBANG在日本於2008年1月4日推出的第一張迷你專輯，此張專輯共收錄八首英語歌曲，融入了嘻哈、舞曲及靈魂樂元素，由隊長G-Dragon共同製作，專輯在正式發售後登上日本公信榜第十位。

## 概要
BIGBANG在2008年1月4日，新的一年開始之際，在日本發表首張張迷你專輯《For the World》並同時在韓國各大音樂網站公開線上音源。此張專輯收錄了包括新曲〈How Gee〉以及在〈謊言〉、〈Together Forever〉、〈La La La〉、〈Always〉等之前推出的代表BIGBANG的7首歌曲，共收錄8首歌曲，值得注意的是，整張專輯全數以英語進行錄製。
新曲〈How Gee〉是用BIGBANG以往的風格，將90年代初期橫掃全世界俱樂部的Black Machine的How gee合成新曲的hip hop歌曲，不僅體現了原曲的風格，還通過G-Dragon、T.O.P的英語饒舌和太陽、大聲及勝利的歌聲融合為一體，在日本以及英美音樂市場也絲毫不遜色。
BIGBANG此次在日本發表英語專輯，這不同於以往韓國歌手進軍日本的方式，因此更是引人注目。在此前，韓國歌手進軍日本時，大部分都是發表日語專輯。但是他們的首張日本出道專輯全以英語歌曲呈現，所屬經紀公司YG娛樂稱這不能不是有所生疏的挑戰，其目的是為了向日本介紹BIGBANG並非只是韓國流行音樂歌手，而是海外音樂家。而曾在國內展開最為活躍活動的他們，在日本以地下音樂方式出道，這也是不同於其它歌手的特別之處。

## 曲目
| 曲序 | 曲目                                                         |                | 作曲                 | 編曲           | 时长 |
| ---- | ------------------------------------------------------------ | -------------- | -------------------- | -------------- | ---- |
| 1.   | V.I.P（Intro）（英語版）                                     | BIGBANG        | G-Dragon Kim Do Hyun | Kim Do Hyun    | 0:40 |
| 2.   | Big Bang（英語版）                                           | Perry G-Dragon | Perry                | Perry          | 3:25 |
| 3.   | How Gee（英語版）                                            | BIGBANG Perry  | BIGBANG Perry        | Brave Brothers | 3:15 |
| 4.   | Lies（거짓말；Geojitmal，英語版）                            | Perry G-Dragon | G-Dragon             | Brave Brothers | 3:48 |
| 5.   | So Beautiful（없는 번호；Wrong Number，英語版）              | Perry BIGBANG  | Perry Brave Brothers | Brave Brothers | 3:39 |
| 6.   | La La La（英語版）                                           | Perry BIGBANG  | Perry                | Perry          | 3:00 |
| 7.   | Together Forever（눈물뿐인 바보；Nunmulppunin Babo，英語版） | Perry BIGBANG  | Jeon Seung Woo       | Jeon Seung Woo | 4:02 |
| 8.   | Always（英語版）                                             | Perry BIGBANG  | Teddy Park Perry     | Perry          | 3:53 |

## 外部連結
- 韓國官方網站 
- 日本官方網站 （日語）